# Es geht uns gut

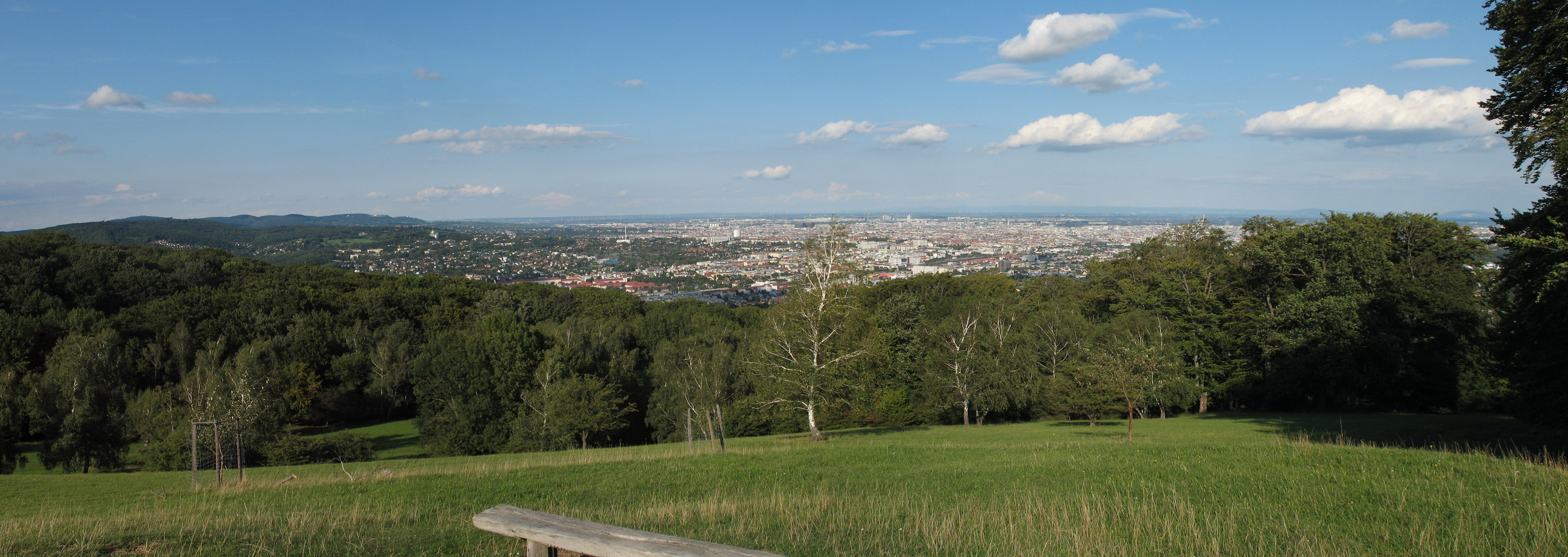
Vom Lainzer Tiergarten oberhalb Hietzings, wo die Villa der Familie Sterk steht, hat man den „Wiener Blick“

Es geht uns gut ist der Titel eines 2005 publizierten und mit dem Deutschen Buchpreis ausgezeichneten Romans des österreichischen Schriftstellers Arno Geiger.

## Handlungsübersicht
Haupthandlungsort des Romans mit dem ironischen Titel ist die Villa der Familie Sterk im 13. Wiener Bezirk, Hietzing, die der Enkel Philipp erbt und entrümpelt. In diese Rahmenhandlung, die von April bis Juni 2001 spielt (Kp. 1, 3, 5 + 6, 8, 10 + 11, 13, 15 + 16, 18 + 19, 21), eingeschoben wird die Geschichte der Familie zwischen 1938 und 1989 aus einzelnen Bildern (jeweils aus einer Perspektive) zusammengestellt:
- die Großeltern Alma und Richard Sterk (Kp. 2 [A], 4 [R], 12 [R], 20 [A]),
- die Eltern Ingrid und Peter Erlach (Kp. 7 [P], 9 [I], 14 [I], 17 [P]),
- die Kinder Sissi und Philipp.

### Großeltern
Das Leben der Großeltern spiegelt die österreichische Geschichte von der Vorkriegs- bis zur Nachkriegszeit (1938, 1955, 1962, 1982, 1989) sowie deren bürgerliches Wertesystem: Richard Sterk (geb. 1901) wird als Sohn einer reichen, konservativen Familie nach den patriarchalischen Strukturen der Kaiserzeit erzogen. Der intelligente junge Mann (genannt Der Römer) studiert, promoviert und macht Karriere als Verwaltungsjurist und Direktor der Wiener städtischen Elektrizitätswerke.
Seine sechs Jahre jüngere Frau Alma Arthofer aus dem benachbarten und deutlich weniger eleganten 12. Bezirk, Meidling, gibt nach der Heirat ihr Medizinstudium auf, führt den Haushalt und kümmert sich um die Kinder Otto (geb. 1931) und Ingrid (geb. 1936): Ihre Schwangerschaft hat sie – Richards Meinung nach – „in Glück umgemünzt“. Da Alma außerdem ihrer Mutter bei der Leitung des elterlichen Wäschegeschäfts hilft, erhält sie nach der zweiten Geburt Frieda als Hausmädchen, deren sexueller Attraktivität sich Richard nicht entziehen kann. Er leidet wegen dieser Affäre, die gegen seine Prinzipien verstößt, an Gewissensbissen, ordnet am Samstag, dem 6. August 1938 (Kp. 4), sein Leben mit raschen Entschlüssen neu und stärkt seine zentrale Stellung in der Familie.
Auslöser dafür ist der Anschluss Österreichs an das Deutsche Reich. Als vormaliges Mitglied der Christlichsozialen Partei gerät er unter Druck und muss, um seine Stellung nicht zu verlieren, unterschreiben, sich nicht mehr politisch zu betätigen. Dem Rechtsstreit mit einem Wachmann, der NSDAP-Mitglied ist, wegen Schädigung des schwiegerelterlichen Ladens durch Unachtsamkeit weicht er aus, indem er ohne Rücksprache mit Alma seine Anteile aus dem Geschäft zieht, worauf es aufgegeben werden muss.
Seine Frau hat nun mehr Zeit für die Familie, und das Kindermädchen ist entbehrlich. Damit hat er auch die Furcht aufgelöst, dass die Frieda-Beziehung entdeckt wird. Alma, nun auf Haus und Garten reduziert, wird mit mehr Freizeit für Musik und Lektüre (Arthur Schnitzler, Adalbert Stifter, Gottfried Keller) sowie mit einem neuen Hobby belohnt: Sie bekommt ein Bienenhaus, das er dem ins Exil gehenden Nachbarn Löwy abkauft. So kann Richard nun die von ihm neu organisierte und dominierte Familienidylle wieder genießen.
Am Dienstag, dem 12. Mai 1955, drei Tage vor der Unterzeichnung des Staatsvertrages (Kp. 9), fungiert die Hietzinger Villa als Handlungsort einer neuen Etappe: Richard hat von der führenden Rolle der Konservativen in der österreichischen Regierung profitiert. Er ist Minister geworden und an den Verhandlungen mit der Sowjetunion über die Souveränität Österreichs maßgeblich beteiligt.
Seine Familie droht dagegen nach dem Tod Ottos, der als Hitlerjunge bei der Verteidigung Wiens ums Leben kam, durch die Auseinandersetzung mit Ingrid wegen ihres unsoliden Freundes Peter zunehmend zerrüttet zu werden: Richard versucht seiner Tochter gegenüber die Kontrolle zu behalten und Alma verfolgt diese Auseinandersetzungen kraft- und hilflos. Ihre Kritik an seiner starren Unnachgiebigkeit und alles, was sie bisher in ihrer großen Höflichkeit und Rücksichtnahme verschwiegen hat, formuliert sie erst 1989 am Krankenbett („Das würde ich gerne zur Sprache bringen“,) als ihr geistig verwirrter Mann, seit drei Jahren in einem Pflegeheim untergebracht, sie nicht mehr verstehen kann: Nach den glücklichen 20er und 30er Jahren sei das Leben zu einem „große[n] Hindernislaufen […], das auf die Dauer müde macht“, geworden. Und in den 50er Jahren, in der großen Zeit der „alte[n] Männer“ mit ihrer unnötigen Strenge, habe es für die Jungen „kein[en] Platz“ gegeben.
In den 1950er und 60er Jahren konzentriert sich Richard auf seinen Beruf und verliert, nachdem er von seiner Partei nicht mehr als Kandidat für die Nationalratswahl aufgestellt wird, den Mittelpunkt seines Lebens: „Er hat für die Arbeit gelebt […] während sich bei ihm zu Hause die Niederlagen summierten“. Die Entfremdung von Ingrid ist trotz gelegentlicher Telefongespräche und Besuche auch nach der Geburt der Enkelkinder Sissi und Philipp irreparabel. Alma führt ihr stilles eigenes Leben, zieht sich auf Imkerei, Flötenspiel und Literatur zurück und hat sich von ihrem Mann emotional gelöst.
An einem Wochenende, am Samstag, dem 19. September 1962 (Kp. 12), sucht Richard wieder einmal das Gespräch mit seiner Frau, als diese gerade ein Buch von Stifter liest. Seinen Auffrischungsversuch der „vage[n] Idee, die er vom Privatleben hat“, betrachtet sie skeptisch und kommentiert seine Frage nach den Voraussetzungen eines Stifter-Lesers in Anspielung auf seine Unsensibilität ironisch mit „Wenn man etwas für Seelen- und Landschaftsbilder übrig hat“. D. h.: „Sie bewegt sich in ihrer eigenen Wirklichkeit, die sich Richard nicht erschließt, in ihrer eigenen Geschwindigkeit.“
Diese Entwicklung verstärkt sich durch Ingrids Tod 1974 und führt zu Richards Doppelleben bis zu seiner beginnenden Demenz 1982 (Kp. 2): Davon erfährt Alma erst 1989 durch aufgefundene Briefe, die bezeugen, dass ihr Mann 1970 gemeinsam mit seiner Sekretärin Christl Ziehrer, seiner Schwester Nessi und ihrem Mann Hermann Urlaubstage in Gastein verbracht hat. Zu diesem Zeitpunkt ist Alma bereits in ihrem musealen, mit Erinnerungsstücken und Tauben gefüllten Haus und dem wuchernden Garten eingesponnen.

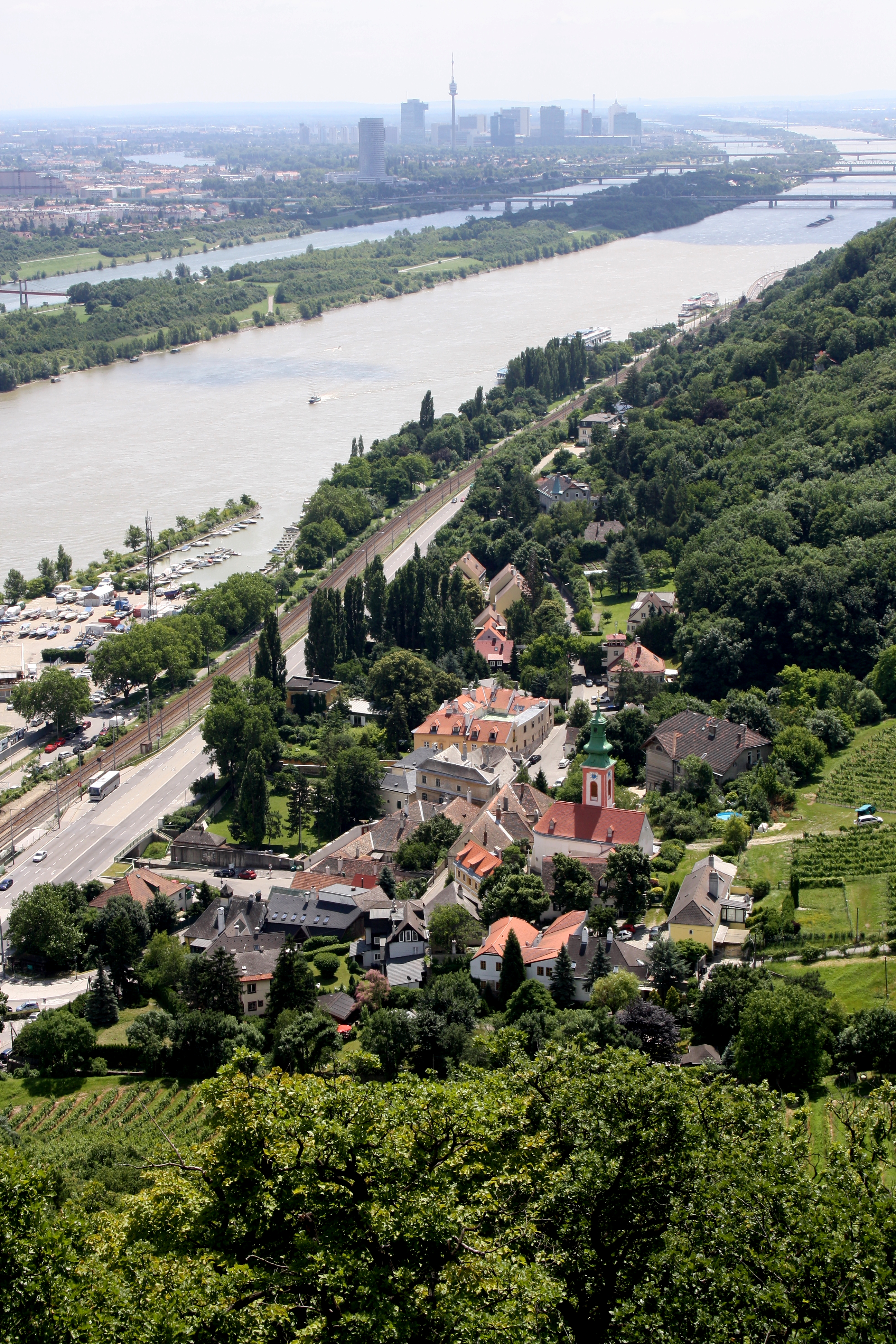
Nach den verlorenen Kämpfen in der Wiener Innenstadt hofft Peter vergeblich, bei seinen Verwandten im Kahlenbergerdorf (Bild) Unterschlupf zu finden. Darauf flieht er auf einem Donauschiff.

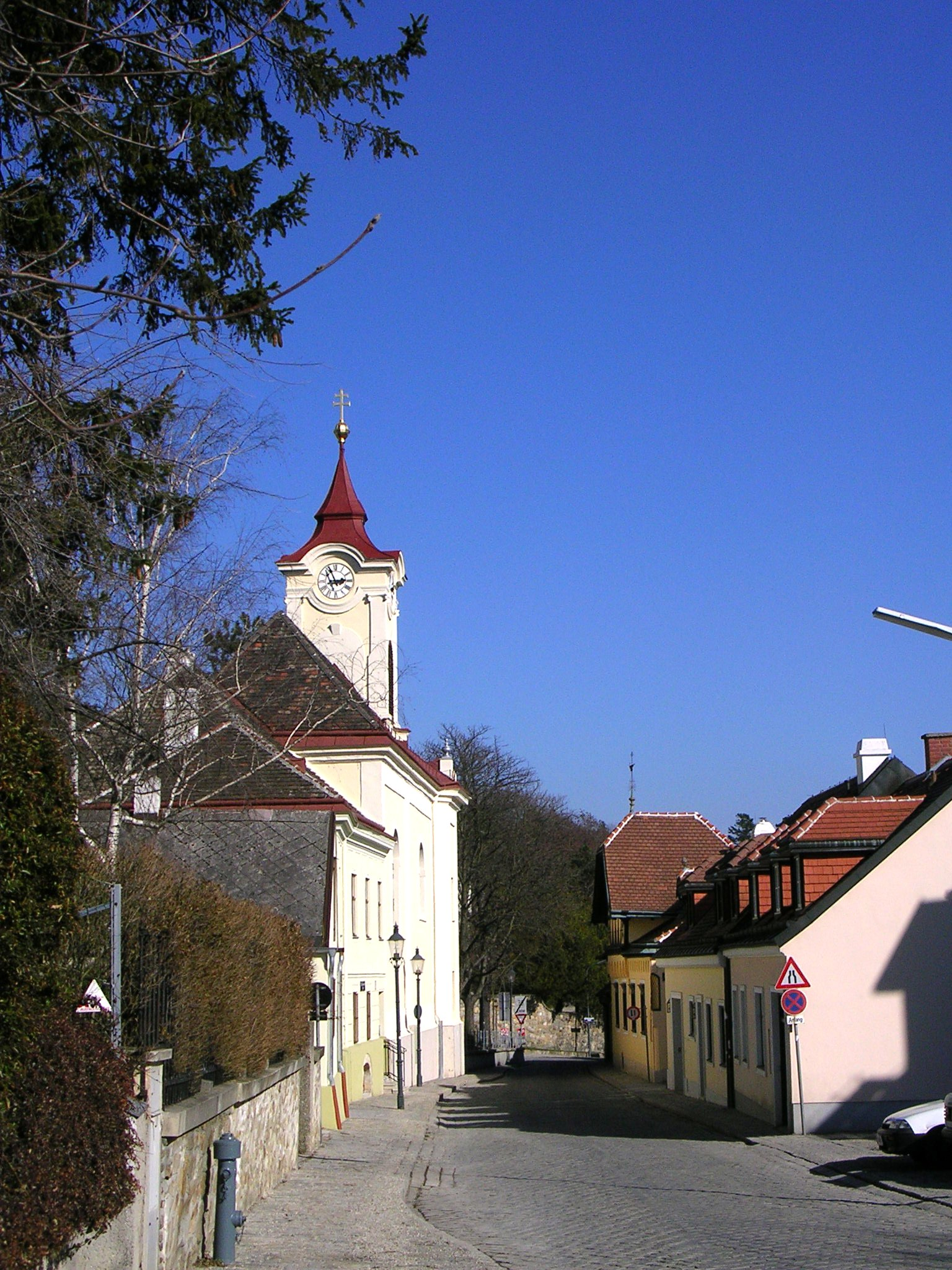
Nach ihrer Heirat wohnen Ingrid und Peter in der Pötzleinsdorfer Straße in der Nähe des gleichnamigen Stadtteils (Bild der Pfarrkirche St. Ägyd).

### Eltern
Die Einführung der nächsten Altersgruppe ist verknüpft mit historischen Ereignissen:
Die Verteidigung Wiens Anfang April 1945 gegenüber der angreifenden Roten Armee (Kp. 7) wird aus der Perspektive des fünfzehnjährigen Peter Erlach dargestellt: bei den anfänglichen Erfolgen im Sprachduktus des Hitlerjungen, der von einem Kriegsabenteuer erzählt („Während der T 34 ausbrennt, wünscht sich Peter, dass ihn sein Vater sehen könnte, dem würde er so gerne gefallen.“)
Dann, nachdem eine Handgranate den halben Kopf des Fähnleinführers abreißt, ein vierzehnjähriger Freiwilliger des Volkssturms stirbt (Otto?) und ihm der rechte Arm durchschossen wird, setzt das Grauen vor dem Tod ein und es folgt zunehmend ernüchtert die Beschreibung des Weges aus der Stadt durch die Kahlenberger Weingärten sowie der vergebliche Versuch, bei seinem Onkel Johann unterzukommen, denn die todkranke Mutter und der nationalsozialistische Vater haben sich nach Vorarlberg abgesetzt. Schließlich gelingt die Flucht zusammen mit ukrainischen Wlassow-Soldaten auf einem Donauschiff. Ihm wird klar, „daß alles Gewohnte und Gehabte und was man ihm beigebracht hat, von diesem Augenblick an nicht mehr zählt.“
Zehn Jahre später (12. Mai 1955) tritt die Sterk-Tochter aktiv in die Geschichte ein. Aus der Perspektive der neunzehnjährigen Ingrid verfolgt der Leser die vier Phasen der exemplarischen Auseinandersetzung mit dem Vater am Frühstückstisch wegen ihrer Beziehung zum sechs Jahre älteren Peter:
1. Vorwürfe Richards gegen Peter mit innerer Kommentierung Ingrids: „Nichts als Vernunftgründe. Grauenhaft. Grauenhaft.“[10]
2. offener Schlagabtausch: „So kannst du Mama in die Tasche stecken. Bei mir funktioniert der Trick nicht.“[11]
3. äußerliche Unterwerfung der Tochter: „Ob wir uns verstanden haben? – Ja, sagt sie kleinlaut, nicht, weil sie eingeschüchtert ist, sondern in der Erkenntnis […], dass sie es […] nicht zuwege bringt, ihn zu einer anderen Meinung zu bekehren. Somit sieht sie auch keine Möglichkeit, ehrlich und glücklich zugleich zu sein.“[12]
4. versöhnlicher Abschied: „Es ist nur zu deinem Besten.“[13]

Die Diskrepanz zwischen äußerer und innerer Handlung (Erlebte Rede, s. u.) demonstriert einerseits die Abhängigkeit vom Vater, andererseits die Entschlossenheit der Tochter. Charakterlich ähnelt sie Richard und reagiert in der Eskalationsphase entsprechend unnachgiebig, obwohl sie eigentlich seine Vernunftgründe teilt, wie das anschließende Gespräch mit Peter über dessen „ewige Pleite“ beweist. Konsequent radelt sie („Ich fahr so schnell, wie’s mir passt“) nach dem Konflikt nicht zur Universität, sondern zum Magazin des Freundes, bezahlt dessen Schulden bei der Wirtin und spricht mit ihm über seine finanzielle Lage: „Weil deine ewige Pleite liegt mir bleischwer im Magen, das geht nun schon so, seit ich dich kenne, und ich frage mich manchmal, ob überhaupt Hoffnung besteht, dass es einmal besser wird.“ Sie hält ihm einen sechs Seiten langen Vortrag mit den Argumenten des Vaters und dessen bürgerlichen Wertvorstellungen bezüglich der Mann-Frau-Rollenverteilung in der Familie („Aber ist das ein Zustand, dass das Mädel dem Burschen Geld gibt, damit er durchkommt. Ich kann doch nicht ewig die beiden Omas aussacken für meine Schandtaten.“) Er soll seinen „Wer kennt Österreich?“–Brettspiel-Vertrieb aufgeben und wieder studieren („Papa darf auf keinen Fall recht behalten, das würde ich ihm nicht gönnen“.)

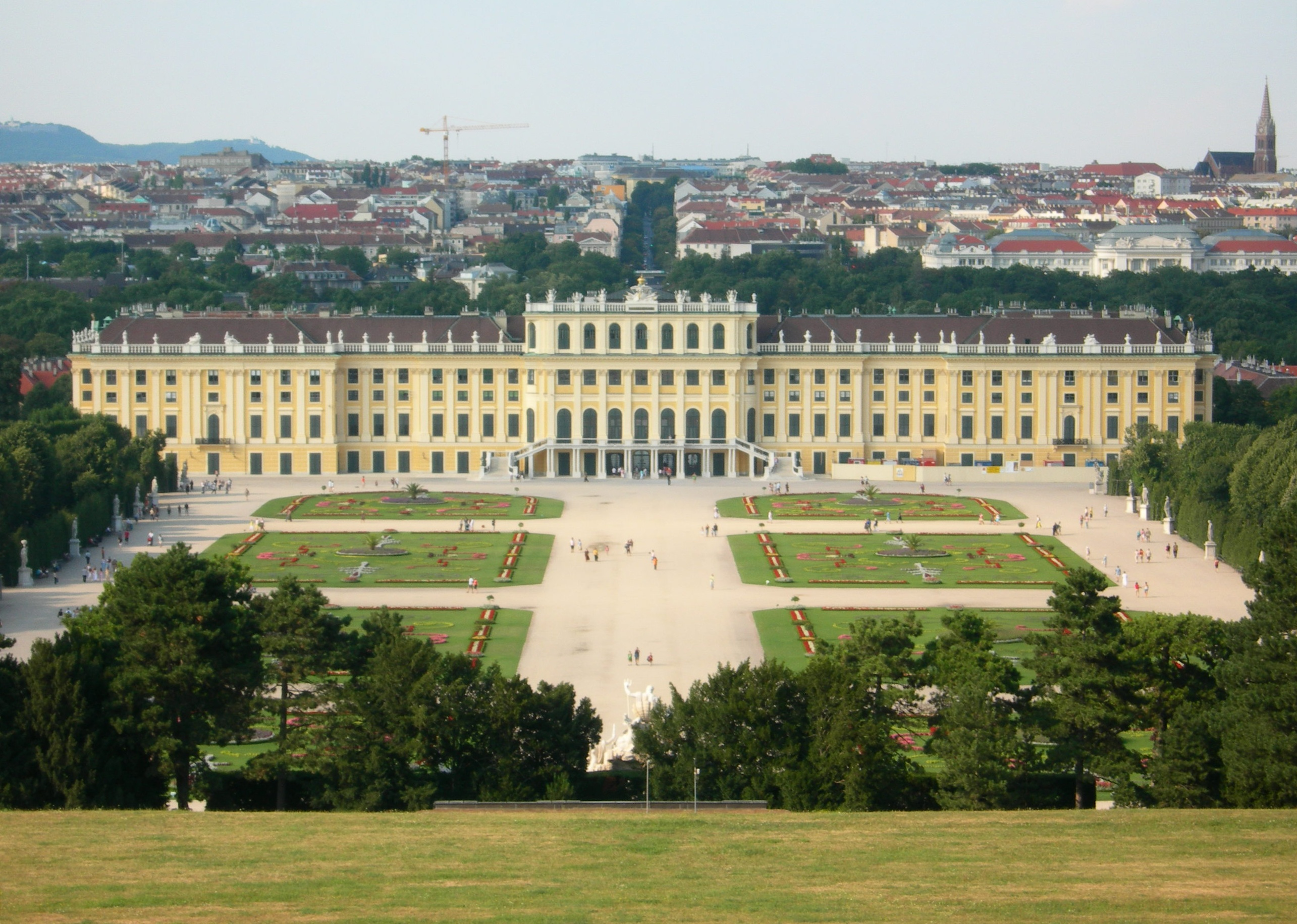
Am Silvesternachmittag 1970 geht Ingrid nach der Rückkehr von der Nachtschicht und der Hausarbeit zusammen mit Sissi, Philipp sowie Hündin Cara durch den schneebedeckten Schönbrunner Park.

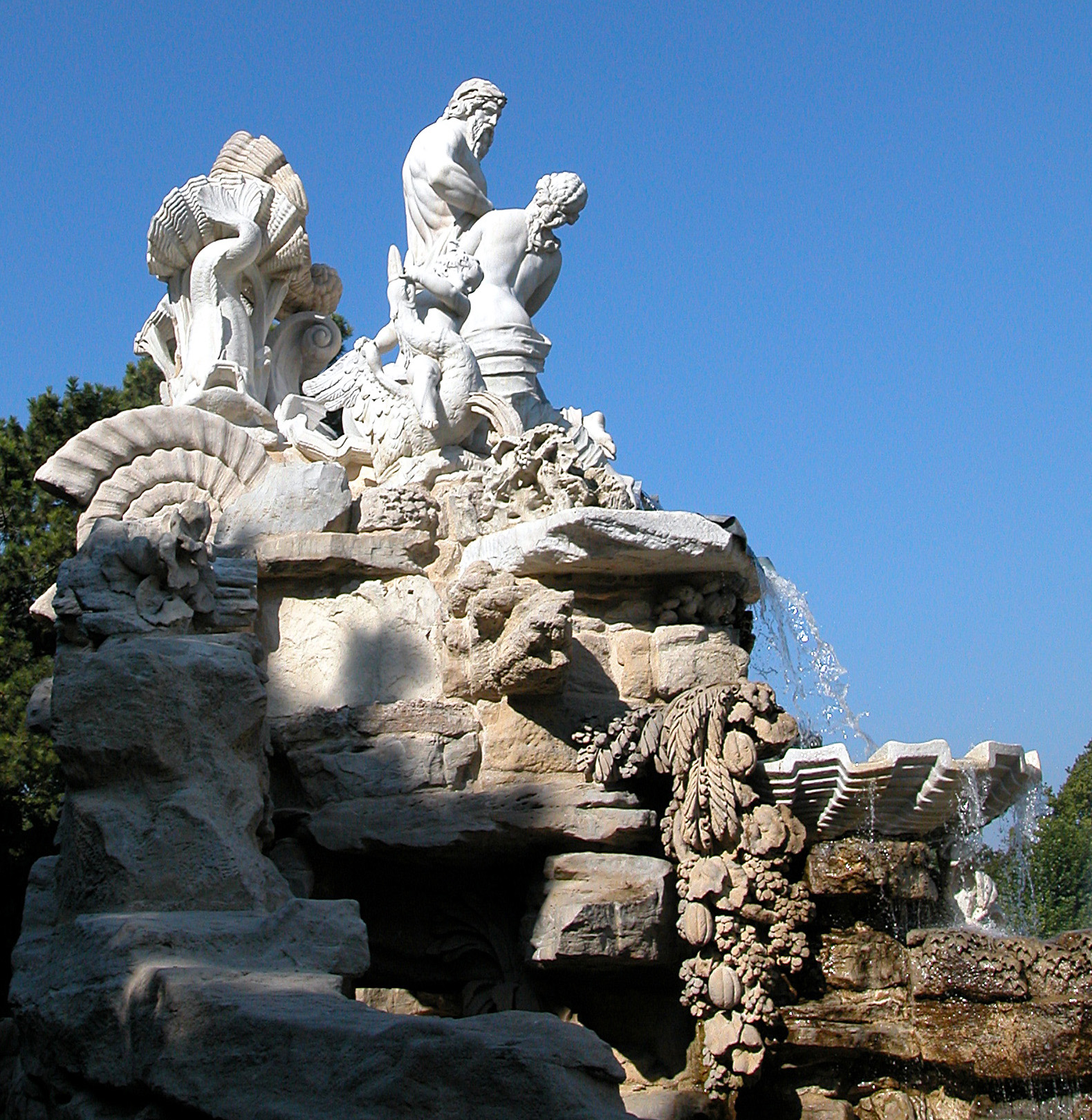
Aus Richtung Neptun-Grotte dringt Gelächter. Ohne Musik tanzen Jugendliche im Walzerschritt. „Ingrid hat eine riesige Freude […], strahlt […], wirft ihren roten Schal, der gut zu ihren vielen Haaren paßt, zurück über die Schulter und dreht sich ebenfalls zweimal. Mit einem Luftpartner […] Das erste Mal an diesem Tag, daß sie das Gefühl hat, der Boden unter ihren Füßen ist fest.“

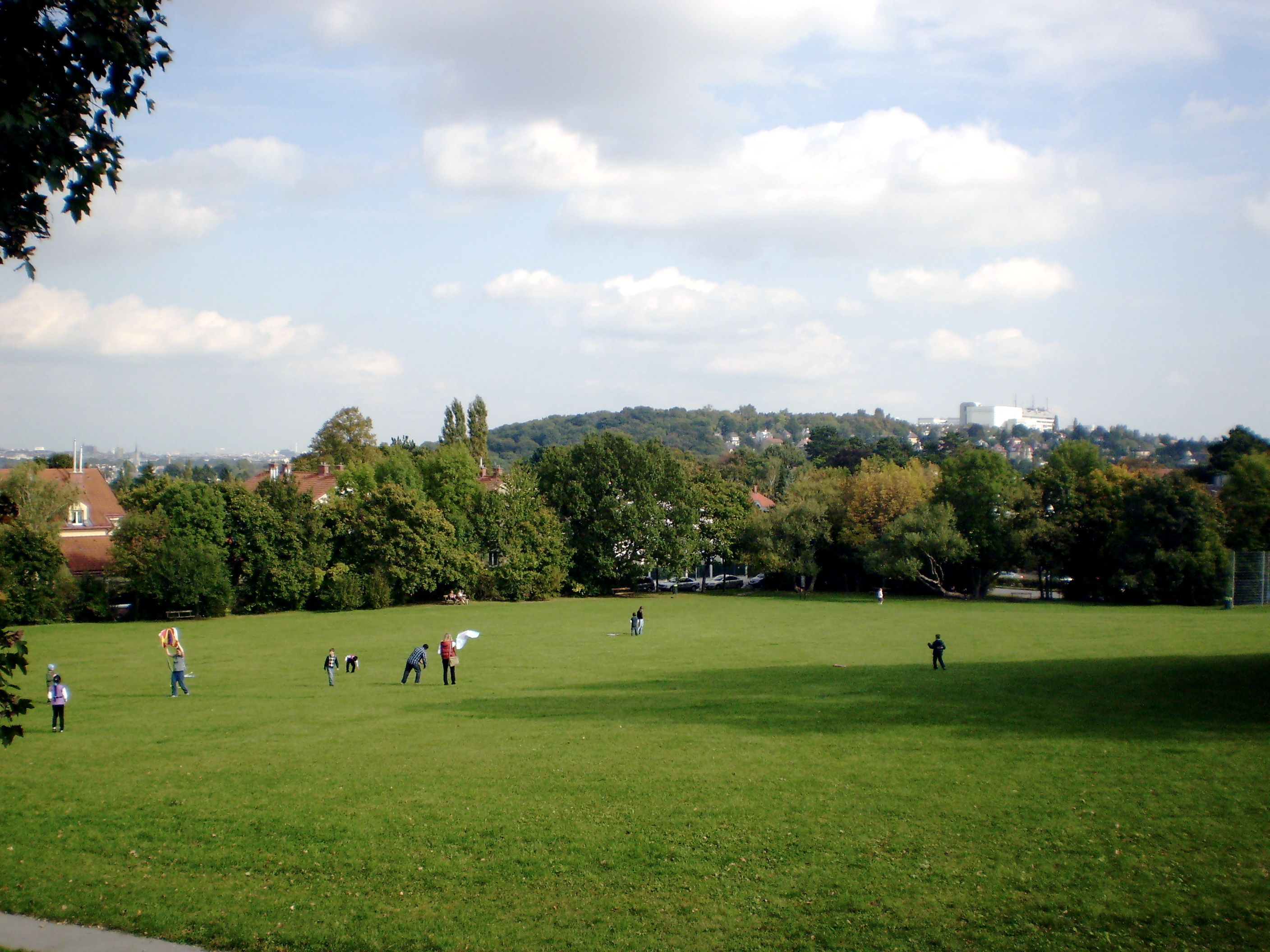
Philipps Freundin Johanna arbeitet als Meteorologin auf dem Küniglberg (mit dem schiffartigen Fernsehzentrum) in der Nähe der Hietzinger Villa.

Ingrid zieht im Streit aus dem Elternhaus aus, setzt sich aber gegenüber ihrem Vater durch, der sie auch nach ihrer Heirat (1958) weiterhin beim Studium und Hauskauf in der Pötzleinsdorfer Straße unterstützt. Jedoch ist von ihrer Seite aus die Beziehung erstarrt, wie ihre sarkastischen Bemerkungen bei den wenigen, trotz Richards Bemühungen atmosphärisch angespannten Besuchen (Kp. 12) zeigen: „Seit ich hier die Kündigung erhalten habe, hält sich mein Heimweh in Grenzen“.
Peter gibt seinen verschuldeten Betrieb auf, verkauft seine Lizenzen und erhält 1960 eine Anstellung beim Kuratorium für Verkehrssicherheit. Ingrid schließt ihr von den Geburten der Kinder Sissi (1961) und Philipp (1966) unterbrochenes Medizinstudium ab und arbeitet als Ärztin in einem Krankenhaus.
Ihre hohen Erwartungen an die Liebesbeziehung erfüllen sich im „Strudel aus Alltagssorgen“ allerdings nicht, zumal der bequeme und auf seinen Beruf konzentrierte Peter sie im Haushalt und bei der Kindererziehung wenig unterstützt (Kp. 14): „Das große Glück – wenn sie ehrlich war – gab es nie […] und ich: lebe so nebenher“. In Kp. 14 beklagt sie „ihrer beider Eheschlamassel […] Das einzig Gute, was dabei herausgekommen ist, sind die Kinder“. Andererseits will sie ihren Beruf nicht aufgeben. Im Rückblick spricht Ingrid von der „Fragmentierung“ ihres Lebens: „Ihr Leben kommt ihr vor wie eine auf den Haufen geworfene Ansammlung scheinbar in sich abgeschlossener Etappen […], und alles in allem hat sie nichts gemacht, was ihr in der nächsten Etappe sonderlich weitergeholfen hätte.“
Am 31. Dezember 1970 nimmt sie sich vor, da sie Schuldgefühle wegen der finanziellen Unterstützungen hat, beim Anruf ihres Vaters zum Neuen Jahr mit ihm weniger gleichgültig und einsilbig, sondern etwas freundlicher umzugehen. Vier Jahre später ertrinkt sie während eines Ausflugs mit den Kindern und Freunden nach einem Kopfsprung in die Donau.
Peter muss sich nun um die Kinder kümmern und lernen, mit den Stimmungsschwankungen seiner Tochter Sissi („Ihr rechter Mundwinkel hält dem Lächeln des linken stand.“) umzugehen: In Kp. 17 kann der Leser aus Peters Blickwinkel die Urlaubsfahrt im Jahr 1978 an die jugoslawische Adria verfolgen, in der die scharfzüngige Siebzehnjährige, die „zukünftige Berufsrevolutionärin“ („Weil Familienleben die Persönlichkeit zerstört“) ihren Unmut über den Familienreisezwang deutlich zeigt („Das zipft mich so an, immer mit euch mitzockeln“) und die Erklärungsversuche ihres Vaters über die Landschaft ignoriert. Peter reagiert auf diese Stimmungen gelassener und geschickter als Richard in Vergleichssituationen. Er weiß, dass die Kinder an den letzten Urlaub mit Ingrid denken („Es ist ein schöner Sommer […] - Aber nicht wie früher.“)
Sissi verschwindet bei einem Verkehrsstau aus der Geschichte („Ich gehe bis zur Grenze zu Fuß […] Und weg ist sie.“) Später, wie Alma 1989 Richard erzählt, lebt sie als Soziologin und Journalistin mit ihrer Tochter Parsley Sage Rosemary Thyme in New York und erbt von Alma zwei Lebensversicherungen und einen Anteil an einer Zuckerfabrik.
Philipp dagegen, als Zwölfjähriger wegen seiner „verschnarchten Art“ von der Schwester belächelt und von der Großmutter im Fernsehen als Demonstrant gegen Spekulanten und für mehr Wohnraum erkannt, ist als Erbe des Stammhauses der Protagonist der Rahmenhandlung. Zusammen mit seiner Schwester wohnte er hier in den 1970er Jahren nach dem Tod der Mutter zwei Monate.

### Enkel
Von April bis Juni 2001 säubert und entrümpelt der 36-jährige Philipp, ab Mai zusammen mit den ukrainischen Schwarzarbeitern Steinwald und Atamanow, das Großelternhaus. Die beiden sind von seiner Freundin Johanna am Tag nach der Parade zum 1. Mai, die er als Zuschauer verfolgte, engagiert worden, um den verträumten, organisatorisch unbeholfenen und handwerklich ungeschickten jungen Mann zu unterstützen. Sie übernehmen die Ausmistung des Dachbodens, während sich der „eingefleischte[...] Müßiggänger“ mit gelben Gummistiefeln und Schutzbrille im Spiegel bewundert.
Philipps Leben ist durch seine Mischung aus Egozentrik und einer naiven Spontanität ohne klare Zielsetzung und Konturen geprägt: So hat er nicht nur mit der Meteorologin Johanna eine sexuelle Beziehung („Er begehrt sie mehr, als er sie versteht“,), sondern gleichzeitig mit der Briefträgerin eine Gelegenheitsaffäre zwischen ihren beruflichen Pflichten. Johanna, die mit dem in einer schöpferischen Krise steckenden Künstler Franz verheiratet ist, zweifelt immer mehr an der Entwicklungs- und Entschlussfähigkeit des Träumers („... ob sie denn auch bereit sei, jede gemeine Logik und so die Lächerlichkeit, die einen bedrängt, zu leugnen und zu sagen, ich bin und bleibe, wer und wo ich bin, solange es mir passt,“) und zögert, sich von ihrem Mann endgültig zu trennen.
Diese Beziehungsproblematik verarbeitet Philipp in seinen Notizen, in denen er auch die Kritik der Freundin an ihm festhält und kommentiert: „Du lässt dich mit Vorliebe auf Dinge ein, die harmlos sind und ungefährlich, – auf all das, was sich nicht lohnt. Auf all das, was außerhalb deiner Selbst liegt. Du bist ein Feigling. […] Deine Passivität ist eine strategische Passivität, die dich vor der Gefahr bewahren soll, dich Dingen auszusetzen, die nicht angenehm sind. […] Würde nicht sagen, dass das etwas Neues ist. Trotzdem danke für die Belehrung.“
Schließlich löst er sich von allen Bindungen und will die Arbeiter zu Atamanows Hochzeitsfeier in die Ukraine begleiten. Am Romanende fühlt sich Philipp als Held, der auf dem Dachfirst des leeren Hauses in eine abenteuerliche Phantasiewelt reitet.

## Einordnung und Analyse
Es geht uns gut ist ein Drei-Generationen-Gesellschaftsroman, der besonders das bürgerliche Familienstammhaus im Blick hat. Im Unterschied zum Typus Buddenbrooks verlaufen die Handlungsstränge, der Veränderung der Strukturen im 20. Jahrhundert Rechnung tragend, nach der Kinderzeit jeweils getrennt und die Kontakte beschränken sich auf gelegentliche Besuche, Telefonate und finanzielle Unterstützung durch die Eltern.

### Historischer Hintergrund
Die Protagonisten sind durch Datums- und Ortsangaben in der österreichischen Geschichte verankert, wobei der historisch-geografische Hintergrund durch einmontierte Schlagzeilen bzw. Radiomeldungen noch verstärkt wird. Darüber hinaus werden einzelne Figuren, in Überschreitung der Grenzen zur Fiktion, zu Mitwirkenden an tatsächlichen Ereignissen: z. B. spielt Ingrid, vermittelt durch die befreundeten Wesselys, eine Statistenrolle im Film Der Hofrat Geiger, den sie sich im Fernsehen immer wieder ansieht, Peter erfindet das Brettspiel Wer kennt Österreich?, Richard ist als Minister an den Vertragsverhandlungen der Unabhängigkeit des Landes 1955 beteiligt und die langwierigen Diskussionen um den Artikel 35 sind ein Grund für seine schlechte Laune und Nervosität am Frühstückstisch.

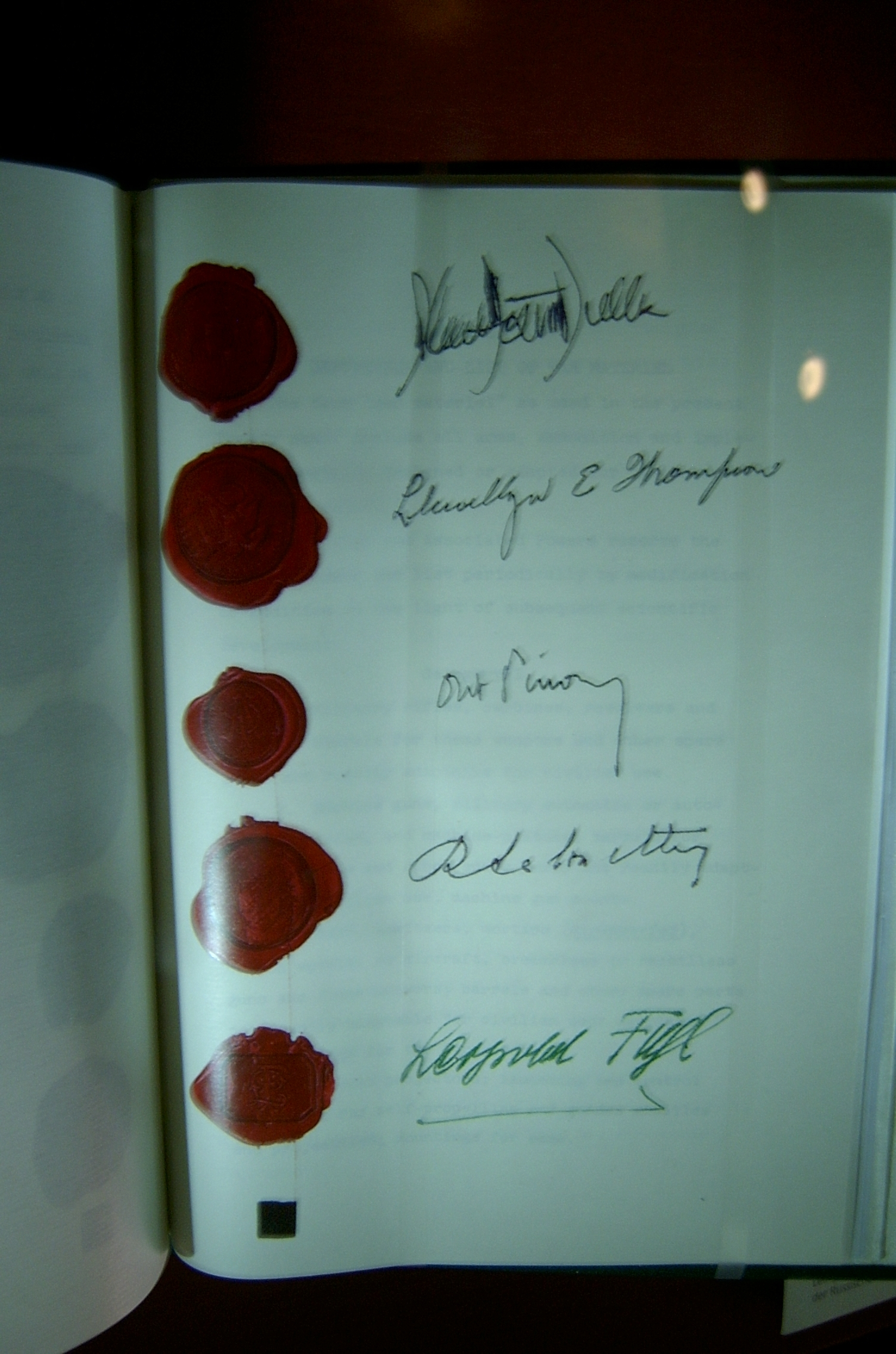
Der Staatsvertrag betreffend die Wiederherstellung eines unabhängigen und demokratischen Österreich wurde am 15. Mai 1955 in Wien unterzeichnet. Dem im Roman von Alma erwähnten Außenminister Figl gelang es, die Nennung der Mitschuld Österreichs am Zweiten Weltkrieg aus der Präambel des Vertrages zu streichen.

Allerdings entsteht durch Zusätze eine ironische Brechung im Spiel mit Realität und Fantasie: Die letzte Spielregel lautet in Peters erster origineller Version, in Anspielung auf die Niederlagen des Reiches im 20. Jh., „Der Verlierer darf nicht lachen“, und Richards Fehlen auf den offiziellen Fotos wird mit einem vereiterten Zahn erklärt.
Das Motiv der Ausmistung und Entrümpelung der Großelternvilla spiegelt die Abnabelung von einer belasteten Familiengeschichte mit ihrer unkritischen Geschichtsbetrachtung („Anschluss“ oder Besetzung): Beispielsweise sieht Peter 1945 bei seiner Flucht aus der umkämpften Stadt, wie die Verwandten Bilder und Dokumente verbrennen („Wir sind ab jetzt neutral.“), während sich im Weinkeller ein SS-Kommando, Volkslieder grölend, besäuft.
Andererseits wird Ambivalenz auch an der (wie sich zehn Jahre später im Hinblick auf die Karriere herausstellt) taktisch weitsichtigen, unpolitischen Haltung Richard Sterks in der nationalsozialistischen Zeit deutlich: Er selbst engagiert sich zwar nicht, aber seine Kinder hält er, als Kompromiss, nicht von der Hitlerjugend fern, – mit der Folge von Ottos Tod.

### Emanzipationsversuche
Obwohl sich von Generation zu Generation Erwartungen und Vorstellungen verändern und in Anpassung an Zeitströmungen liberalisierend modernisieren, bleibt der Abstand zwischen Eltern und Kindern annähernd gleich und die traditionellen, als Zwang empfundenen, aber auch stützenden Familienstrukturen mit der Bindung an vertraute, eng beieinander liegende Stadtbezirke lösen sich auf: Im Laufe der Zeit schwächen sich die emotionalen Affinitäten ab und die Hoffnungen und Träume weichen desillusionierender Entfremdung: Die Enkel verlassen Wien und durchschneiden die Verbindungsdrähte. Die Generationen führen ihr eigenes Leben und sind an einem Austausch wenig interessiert.
Enkel Philipp versucht sich durch die Räumung des Hauses von den persönlichen und historischen Erbschaften zu befreien. Allerdings findet er noch keinen alternativen Ansatz. In der letzten, ins Surreale wechselnden Szene vor seiner Reise in die Ukraine sitzt er auf dem Dachfirst und hat eine abenteuerliche, Don-Quijote-artige Vision vom Flug durch die Wolken und Kampf mit Löwen und Drachen: „Gleich wird Philipp auf dem Giebel seines Großelternhauses in die Welt hinausreiten, in diesen überraschend weiträumigen Parcours. Alle Vorbereitungen sind getroffen, die Karten studiert, alles abgebrochen, aufgeräumt, auseinandergezerrt, geschoben, gerückt, gerüstet“.
Offen bleibt die Neueinrichtung und Orientierung seines Lebens nach der Rückkehr in die Realität. Denn bisher „ist Philipp auf allen Mauern seines Lebens eine Randfigur, eigentlich besteht alles, was er macht, aus Fußnoten, und der Text dazu fehlt“ […] „der Gedanke, dass er Nähe nur dort sucht, wo er keine Gefahr läuft, vereinnahmt zu werden, kommt ihm für einen Moment wie der Beweis seiner Souveränität vor, – wenn ihm auch gleichzeitig klar ist, dass er sich etwas vormacht.“
Emanzipatorisch aufbauend, aber kräftezehrend verläuft dagegen die weibliche Entwicklungslinie: Während Alma als Ehe- und Hausfrau ihr Studium abbricht, ist Ingrid mit der Doppelrolle ohne Peters Hilfe belastet, will jedoch ihren Beruf nicht aufgeben. Sissi setzt diese Tendenz offenbar als Journalistin und Mutter in New York fort, in großer Distanz zur Familie, wie Alma in ihrer letzten Einblendung aus dem Jahr 1989 erzählt.

### Montagen
Geiger verwendet für die Strukturierung des Romans die Montagetechnik: Die Handlung wird nicht lückenlos chronologisch erzählt, sondern setzt sich aus einzelnen Situationen zusammen: typischen Augenblicken mit genauer Datierung, die Etappen der Entwicklung bündeln. Da diese Kapitel jeweils aus dem Blickwinkel eines Protagonisten mit dessen Empfindungen und Erinnerungen wiedergegeben werden, erhält der Leser ein fragmentarisches, mosaikartig zusammengesetztes Bild.
In die Kapitel sind, teilweise im Kursivdruck, Dokumente eingefügt: Philipps Notizen und Romanentwürfe, Zeitungsschlagzeilen und Rundfunkmeldungen über historische Ereignisse, Platzhalter als Hinweis des Schriftstellers auf mögliche Ergänzungen seiner Rohfassung, die noch für die Fertigstellung überarbeitet werden muss (Krieg, ein paar Zahlen, Statistiken, Markennamen, Vorkommnisse (Effekte) und da und dort ein Ereignis, das nicht jeden betrifft,) Zitate (schaumgebremst, Wer kennt Österreich?), Merksätze (Auch Nichtstun kann die Dinge zum Eskalieren bringen.), Regieanweisungen für Almas Traum-Erinnerungs-Spiel ([Applaus. Ende.])

### Erzählform
Ausdruck der unterschiedlichen Rezeptionen der Abläufe sowie der kontroversen Beurteilungen der Protagonisten ist die personale Erzählform mit integrierten Dialogen im die Sprecher charakterisierenden Sprachduktus. Der Leser begleitet abwechselnd die einzelnen Figuren bei ihren Aktivitäten, verfolgt die Aussagen der in der Szene Anwesenden, meistens in wörtlicher Rede, sowie deren wahrnehmbare Reaktionen und erfährt die Reflexionen der Hauptperson. So gibt der Autor einen polyperspektivischen Einblick in die Abläufe sowie die innere Welt Almas, Richards, Ingrids, Peters und Philipps und ermöglicht dadurch den Vergleich der Schilderungen und Positionen.
Eingeblendet sind innere Monologe bzw. Formen der erlebten Rede, wenn z. B. Ingrid sich so von Richard dominiert fühlt, dass sie sich nicht getraut, in seiner Gegenwart zu widersprechen: „Haben wir uns verstanden? Nein.“, „Nur zu, das wollen wir mal sehen, […] da wird er nämlich gegen eine Wand laufen, weil er nicht mit dieser wunderbaren Liebe rechnet. Dann schaltet Ingrid ebenfalls auf stur.“
Alma formuliert erst am Krankenbett des dementen Mannes, und auch da nur im inneren Monolog (Zum Beispiel, das würde ich gerne zur Sprache bringen.), ihre Analyse seines komplizierten, lebenslangen Versteckspiels ihr gegenüber, dessen Markierungen er nun selbst nicht mehr kontrollieren kann, so dass sich ihr vieles offenbart: „[I]ch glaube, Richard, die [Bäche, die ihm als Merkhilfen dienen sollten] haben sich ein neues Bett gegraben. Flüsse. Die sind angeschwollen. Seen. Die sind ausgetrocknet […] Wie Fischkot sinken die Ereignisse zum Grund. […] Aber lassen wir das.“ Diese innere Handlung steigert sich gegen Ende der letzten Einblendung Almas: Ihre Betrachtung einer Federzeichnung Philipps (DIE Füße MEINER Schwester SISSI) vernetzt sich mit Reflexionen über den Tod und die weitere Existenz, Erinnerungsfetzen und Träumen in einer Art stream of consciousness: „Im bereits ausgekühlten Fernseher, wenn er liefe, wenn das richtige Programm eingestellt wäre (wäre wäre wäre), antwortet ein vor drei Jahren verstorbener russischer Regisseur auf die Frage, was das Leben sei: eine Katastrophe. Was man ja immer ein wenig geneigt ist zu unterschlagen. Ja? :? Ja.“[Black-out].
Oft sind diese Erzählformen und -perspektiven im fließenden Übergang eingesetzt und die erlebte Rede geht, z. B. bei der Erklärung eines fiktiven Klassenfotos, in einen inneren Monolog Philipps oder in eine Ansprache an den Leser über: „Das bin ich. Ich bin auch einer von ihnen. Aber was soll ich über mich sagen, nachdem ich über all die andern nachgedacht habe und dabei nicht glücklicher geworden bin“. Auch diffundieren die Beschreibungen mit auktorialen Ansätzen: „Sissi schaut zwar zum Fenster raus, aber so, als fahnde sie dort draußen nach dem Sinn des Lebens, den die Luft, wer weiß, als winzige Materie enthält. Man möchte ihr viel Glück wünschen.“

### Realität und Phantasie
Die realitätsnahen Erzählungen im bürgerlichen Milieu Hietzings mit den Spracheigentümlichkeiten der Figuren kontrastieren mit der teils surrealen, teils grotesk-burlesken Rahmenhandlung, deren Repräsentant Philipp als komisch-kindliche Figur über die hohen Gartenmauern mit den Nachbarn Kontakt sucht. Er träumt von Abenteuern mit Atamanows Braut Asja, einer Operateurin der mechanischen Melkung in der Kolchose Sieg des Kommunismus, die sich schnell in eine entschlossene Klassenkämpferin mit abgewetzter Lederjacke verwandelt, „so dass er Lust bekommt Kommunist zu werden […] und so einen Ausweg zu finden für seine Misere.“, oder er philosophiert über seine Situation: „Das Mögliche in der Vergangenheitsform ist das Vergebliche.“
Philipp will zwar einen Roman über seine Familie schreiben, aber wegen seiner emotionalen Verstrickung und seiner Befreiungswut vom Familienballast wirft er alle Dokumente in den Container und lässt sie von Steinwald verkaufen, sodass „alles Persönliche und auch sämtliche Bücher, die er weggeschmissen hat, den Interessenten gefunden [haben], der er selbst nicht war“. So müsste er bei der Ausführung seines Plans, wie bei seinem Entwurf der Geschichte der Kanonenkugel, auf seine Phantasie und Erinnerung vertrauen, was auch mehr seiner Neigung entsprechen würde.
Nachdem sie Philipps Entwürfe gelesen hat, thematisiert Johanna seine Schriftstellerproblematik, die zugleich die seiner Isolation und Reduktion auf die eigene Person sei, in einer sowohl den gestelzten Feuilletonstil als auch die Stereotype der soziologisch-psychologischen Analyse parodierenden Sprache: „Du schreibst fleißig, und es scheint dir leicht von der Hand zu gehen, in Wahrheit aber steht dir jedes Wort im Weg, weil nicht wirklich etwas im Entstehen begriffen ist. Reines Zeitvertun“ […] „ich könnte es vielleicht akzeptieren, dass du durch unglückselige Umstände von den genealogischen Informationstransfers, wie sie zwischen Verwandten üblich oder wenigstens nicht unüblich sind, von früh auf abgeschnitten warst. Aber ich muß dir ins Gedächtnis rufen, dass zumindest dein Vater noch lebt. [Anstelle mit dem Vater zu reden] drehst du dir lieber deine eigene Geschichten zusammen, ja? Aber selbst dafür könnte ich dich bewundern […] wenn du […] wirklich dran arbeiten würdest, wenn du deine Familiengeschichte – wenn schon – wenigstens ohne Eitelkeit erfinden würdest […]“.
Durch die Künstlerparodie der Rahmenhandlung wird indirekt auf den fiktionalen Charakter der Handlung mit genauen Datierungen und der Verstrickung des Personals in historische Prozesse verwiesen. Eine Anspielung darauf könnte ebenso Philipps Verunsicherung sein: „Jetzt kommt es ihm vor, als sei er nur ein großer Angeber, der alles erfindet: Das Wetter, die Liebe, die Tauben auf dem Dach, seine Großeltern, Eltern und seine Kindheit – die hat er auch (nur) erfunden.“

## Ausgaben
- Es geht uns gut. Roman. Carl Hanser Verlag, München 2005, ISBN 978-3-446-20650-2.[65]
  - Es geht uns gut. Roman. dtv, München 2007, ISBN 978-3-423-13562-7 (Taschenbuch).
  - auch Audio, gesprochen vom Verfasser.